# 비소자

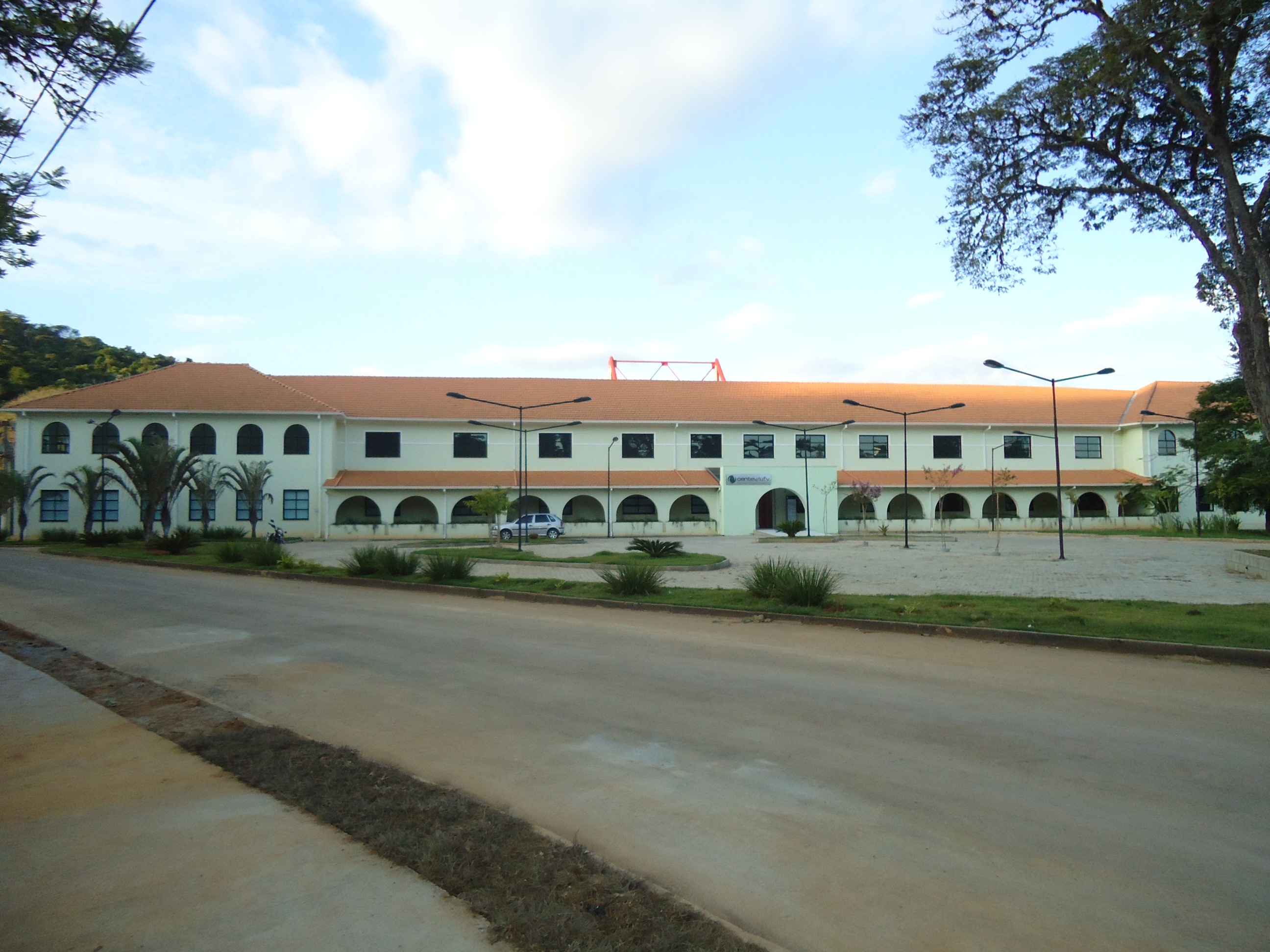

비소자(포르투갈어: Viçosa)는 브라질 미나스제라이스주의 도시로 면적은 279km2, 높이는 648m, 인구는 73,121명(2004년 기준)이다. 주도 벨루오리존치에서 남동쪽으로 228km 정도 떨어진 곳에 위치한다.